# 少女時代のハローベイビー
少女時代のハローベイビー（朝鮮語：소녀시대의 헬로 베이비)は、韓国のKBS joyチャンネルにて2009年6月23日から11月17日まで放送されていたリアル・バラエティ番組。アイドルグループ少女時代のメンバーたちが1人の赤ん坊 （ギョンサン君）のママとなって育児に奮闘する様子と、メンバーたちの飾らない素顔を描いて人気を得た。

## 出演者
少女時代  (テヨン、ユナ、ユリ、ティファニー、サニー、スヨン、ジェシカ、ヒョヨン、ソヒョン)
9人組のアイドルグループ。ママとしてギョンサンの世話をする。スケジュールの都合で回によって不在のメンバーがいる。
チョ・ギョンサン
2008年生まれ、生後9カ月の男の子。
一日パパ
ゲストの男性芸能人が務める。担当回の最後には少女時代メンバーの中からベストママ・ワーストママを決める。一日パパが不在の回は互いの投票で決める。
おじさん
少女時代にその回のミッションが書かれた手紙を運んでくる、自転車に乗った人形。
ユンサン・ギョンユル
第7話でユナとユリが作ったぬいぐるみ。ユナが不在の時にユリに代役として扱われた。

## 放送リスト
| 話数 | 放送日         | 主な内容                            | 一日パパ・ゲスト                          | ベストママ                        | ワーストママ |
| ---- | -------------- | ----------------------------------- | ----------------------------------------- | --------------------------------- | ------------ |
| 1    | 2009年6月23日  | 育児講習、ギョンサンとの対面        | MCモン                                    | サニー                            | ティファニー |
| 2    | 2009年6月30日  | 育児クイズ、離乳食作り              | MCモン                                    | サニー                            | ティファニー |
| 3    | 2009年7月7日   | ジェシカ合流、ギョンサンの散髪      | なし                                      | サニー                            | ジェシカ     |
| 4    | 2009年7月14日  | ソヒョンのドッキリ誕生日パーティ    | なし                                      | サニー                            | ジェシカ     |
| 5    | 2009年7月21日  | テレビ局訪問、ジウォンと散歩        | V.O.S.（テレビ局で出会う） ウン・ジウォン | ユリ                              | ティファニー |
| 6    | 2009年7月28日  | ギョンサンの入浴                    | V.O.S.（テレビ局で出会う） ウン・ジウォン | ユリ                              | ティファニー |
| 7    | 2009年8月4日   | ぬいぐるみ作り                      | イ・ミヌ シン・ジョンファン（ゲスト出演） | スヨン                            | ユリ         |
| 8    | 2009年8月11日  | 健康診断、保育所訪問                | イ・ミヌ シン・ジョンファン（ゲスト出演） | スヨン                            | ユリ         |
| 9    | 2009年8月18日  | ベビー服購入、お弁当作り            | イ・ヒョクチェ                            | ティファニー                      | ユリ         |
| 10   | 2009年8月25日  | 遊園地でお見合いピクニック          | イ・ヒョクチェ                            | ティファニー                      | ユリ         |
| 11   | 2009年9月1日   | 動物と触れ合う                      | イ・ヒョクチェ                            | ティファニー                      | ユリ         |
| 12   | 2009年9月8日   | ティファニー・ジェシカの苦手克服    | ハン・ミングァン キム・ジェウク           | ヒョヨン                          | ユリ         |
| 13   | 2009年9月15日  | 写真撮影、ディナーショー            | ハン・ミングァン キム・ジェウク           | ヒョヨン                          | ユリ         |
| 14   | 2009年9月22日  | 少女時代の休日                      | なし                                      | なし                              | なし         |
| 15   | 2009年9月29日  | 秋の運動会                          | なし                                      | なし                              | なし         |
| 16   | 2009年10月6日  | 秋夕特集                            | なし                                      | なし                              | なし         |
| 17   | 2009年10月13日 | 漢江ツアー                          | パク・ヒョンビン                          | ユナ                              | ティファニー |
| 18   | 2009年10月20日 | パーティの準備                      | ムン・ヒジュン                            | ユナ、ソヒョン、 スヨン、ヒョヨン | なし         |
| 19   | 2009年10月27日 | ギョンサンの誕生日パーティ          | ムン・ヒジュン                            | ユナ、ソヒョン、 スヨン、ヒョヨン | なし         |
| 20   | 2009年11月 3日 | お別れ旅行 (1) 遊園地               | ギル                                      | なし                              | なし         |
| 21   | 2009年11月10日 | お別れ旅行 (2) 水遊び、バーベキュー | ギル                                      | なし                              | なし         |
| 22   | 2009年11月17日 | お別れ旅行 (3) 思い出を語る         | ギル                                      | なし                              | なし         |

## 続編
- SHINeeのハローベイビー  (2010年1月 - 4月)
- T-ARAのハローベイビー (2010年11月 - 2011年2月)
- SISTARとイトゥクのハローベイビー(2011年9月 - 11月)
- MBLAQのハローベイビー (2012年1月 - 4月)
- B1A4のハローベイビー (2012年7月 - 10月)
- BOYFRIENDのハローベイビー (2013年1月 - 3月)